# 구 샤프 주택

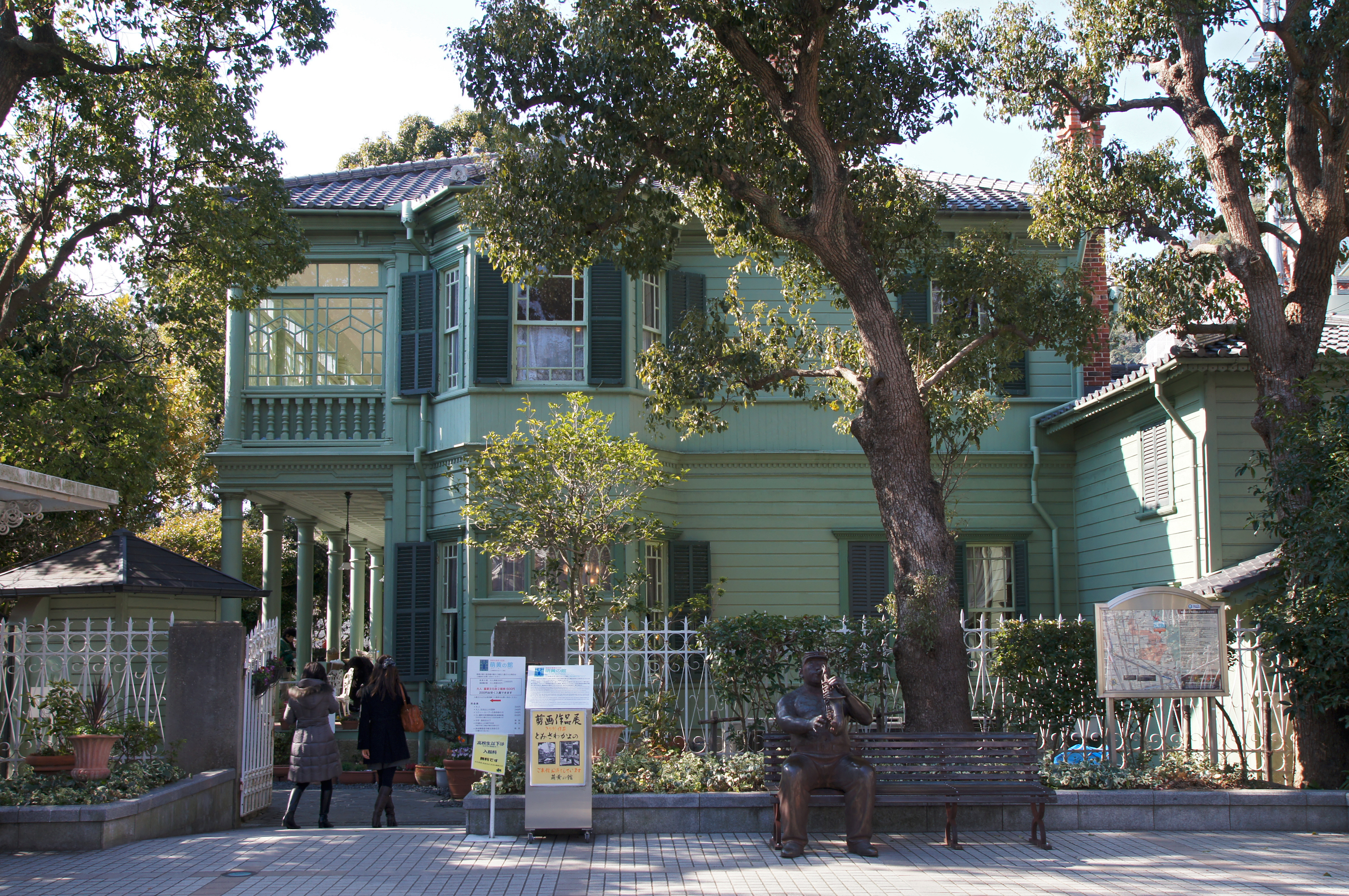
구 샤프 주택

구 샤프 주택(일본어: 旧シャープ住宅)은 일본 효고현 고베시 주오구 기타노정에 있는 서양식 건물이다.